# Firovsky (huyện)
Huyện Firovsky (tiếng Nga: ? райо́н) là một huyện hành chính tự quản (raion), của Tỉnh Tver, Nga. Huyện có diện tích 1874 km², dân số thời điểm ngày 1 tháng 1 năm 2000 là 13200 người. Trung tâm của huyện đóng ở Firovo.